# Chrysotachina panamensis
Chrysotachina panamensis là một loài ruồi trong họ Tachinidae.